# Intesa Sanpaolo
Intesa Sanpaolo S.p.A. er en italiensk bankkoncern. Den blev etableret i 2007 ved en fusion mellem Banca Intesa og Sanpaolo IMI, men historien går tilbage til etableringen af Istituto Bancario San Paolo di Torino i Torino i 1583.
I 2020 havde banken ca. 14,6 mio. kunder i Italien og 7,2 mio. kunder i udlandet. Banken har en væsentlig tilstedeværelse i Europa, Mellemøsten og Nordafrika. Intesa Sanpaolos datterselskaber kendes bl.a. under navne som CIB Bank, VÚB Banka og Bank of Alexandria.